# HTC One (M8)
HTC One (M8) – smartfon zaprezentowany pod koniec 1 kwartału 2014 roku. Wyposażony w procesor Qualcomm Snapdragon 801 (2.3 GHz) sparowany z grafiką Adreno 330 wspomagany przez 2 GB pamięci RAM. Wyświetlaczem jest 5 calowy ekran FHD Super LCD 3. Jak w poprzedniku, w HTC wykorzystano aparat fotograficzny z technologią UltraPixel. Systemem operacyjnym jest Android w wersji 4.4 z nakładką HTC Sense 6 z możliwością aktualizacji do wersji 6.0.1 z nakładką HTC Sense 7 (Nieoficjalnie wspierany jest do Androida wersji 8.1). Został wykorzystany niewyjmowalny akumulator litowo-polimerowy o pojemności 2600 mAh. W przeciwieństwie do M7, M8 posiada slot kart pamięci, gdzie można dołożyć maksymalnie 128 GB. HTC zapewnia o zwiększonej głośności stereofonicznych głośników o 25%. Nie ma także już przycisków „home” i „powrót” – po aktywacji ekranu pojawiają się na dole. Zastosowano w nim obudowę typu „Unibody” wykonaną z jednego kawałka aluminium. Dostępne kolory obudowy to szary „Metal Grey”, złoty  „Amber Gold”, a także srebrny „Arctic Silver”.